# HMS Acasta (H09)
HMS Acasta (H09) là một tàu khu trục lớp A của Hải quân Hoàng gia Anh Quốc. Là chiếc tàu chiến thứ ba của Hải quân Anh mang cái tên HMS Acasta, nó được hạ thủy vào năm 1929. Nó đã phục vụ trong Chiến tranh Thế giới thứ hai, và đã bị các thiết giáp hạm Đức Scharnhorst và Gneisenau đánh chìm ngoài khơi Narvik vào ngày 8 tháng 6 năm 1940 trong khi đang hộ tống tàu sân bay Glorious. Glorious cùng một tàu hộ tống khác, chiếc chị em Ardent, cũng bị đánh chìm.
Acasta tỏ ra là một đối thủ khó chịu đối với các con tàu Đức lớn hơn. Nó thả làn khói để che khuất Glorious và liên tiếp tấn công bằng ngư lôi và hải pháo; ghi được nhiều phát bắn trúng vào Scharnhorst, gây những hư hại trung bình cho chiếc thiết giáp hạm Đức. Cuối cùng Acasta bị đánh chìm sau gần hai giờ chiến đấu, lá cờ chiến trận của Gneisenau được hạ xuống một nửa và thủy thủ của nó đứng nghiêm để ngưỡng mộ sự chiến đấu dũng cảm của Acasta và thủy thủ đoàn của nó. Những hư hại mà Acasta và Ardent gây ra cho các con tàu Đức đã buộc chúng phải rút lui về Trondheim, nhờ vậy Chiến dịch Alphabet gồm những tàu vận tải triệt thoái binh lính khỏi Na Uy, được diễn ra an toàn.
Cho dù nhiều người trong số thủy thủ đoàn của Acasta sống sót sau khi bỏ tàu, sai sót về thông tin khiến phía Anh không được tin tức về việc bị đánh chìm; ước lượng tổng số người của Ardent, Acasta và Glorious thiệt mạng trên biển (không kể số tử trận trong chiến đấu) lên đến 800. Cuối cùng chỉ còn một người duy nhất từ chiếc tàu khu trục sống sót, được vớt bởi chiếc tàu buôn hơi nước Na Uy Borgund cùng với 38 người khác từ một trong các bè cứu sinh của Glorious. Tất cả được đưa lên bờ tại Tórshavn thuộc quần đảo Faroe vào ngày 14 tháng 6 năm 1940.